# Tao Geoghegan Hart
Tao Geoghegan Hart   (Holloway, 30 de març de 1995) és un ciclista britànic que combina tant la ruta com la pista. Actualment milita a l'equip Lidl-Trek. En el seu palmarès destaca la general i dues etapes del Giro d'Itàlia de 2020.

## Palmarès en ruta
- 2013
  - 1r a la Volta a Ístria i vencedor d'una etapa
  - 1r al Giro de la Lunigiana i vencedor d'una etapa
- 2016
  -  Campió del Regne Unit sub-23 en ruta
  - 1r al Trofeu Piva
  - Vencedor d'una etapa al Tour de Savoia Mont Blanc
- 2019
  - Vencedor de 2 etapes al Tour dels Alps
- 2020
  -  1r al Giro d'Itàlia i vencedor de dues etapes. 1r de la Classificació dels joves
- 2023
  - 1r al Tour dels Alps i vencedor de 2 etapes
  - Vencedor d'una etapa a la Volta a la Comunitat Valenciana

### Resultats a la Volta a Espanya
- 2018. 62è de la classificació general
- 2019. 20è de la classificació general
- 2022. 19è de la classificació general

### Resultats al Giro d'Itàlia
- 2019. Abandona (13a etapa)
- 2020.  1r de la classificació general. Vencedor de 2 etapes.  1r de la Classificació dels joves
- 2023. Abandona (11a etapa)[3]

### Resultats al Tour de França
- 2021. 60è de la classificació general